# 奥列霍沃-博里索沃北区
奥列霍沃区-博里索沃北区（俄語：район Орехово-Борисово Северное）是莫斯科南行政区的一区，面积7.67平方公里，人口124,886人。奥列霍沃站和多莫杰多沃站位于该区内。